# زبان‌های اروپا
زبان‌های اروپا به زبان‌هایی گفته می‌شود که در محدودهٔ قارهٔ اروپا گویشورانی دارند. بیشتر این زبان‌ها عضوی از خانوادهٔ زبان‌های هندواروپایی می‌باشند. زبان‌های هندواروپایی این قاره دربرگیرندهٔ زیرشاخه‌های زبان‌های رومی، ژرمنی، زبان‌های بالتی-اسلاوی، زبان های هلنی و زبان های اورالی و زبان های سلتی می‌باشند. خانوادهٔ زبانی رایج اروپا زبان‌های اورالی می‌باشد که سه زبان ملی مجاری، فنلاندی و استونیایی از این گروهند. زبان‌های ترکی و سامی نیز گویشورانی دارند. همچنین زبان‌های قفقازی جنوبی و قفقازی شمالی در مرزهای جنوبی اروپا دارای اهمیت می‌باشند. زبان باسکی نیز در باختر پیرنه بدان سخن رانده می‌شود و زبان مالتی نیز یگانه زبان های سامی با موقعیت ملی این قاره است.

## زبان‌های هندواروپایی
خانواده زبان‌های هندواروپایی از تبار زبان نیاهندواروپایی هستند که گمان می‌رود هزاران سال پیش تکلم می‌شده‌است. گویشوران نخستین زبان‌های دختر هندواروپایی به احتمال زیاد در حدود ۴۰۰۰ سال پیش (عصر برنز) در اروپا پراکنش یافتند (فرهنگ پیاله ناقوسی).

### رومی
تقریباً ۲۱۵ میلیون اروپایی (بیشتر در غرب و جنوب اروپا) گویشوران بومی زبان‌های رومی هستند. بزرگترین این زبان‌ها عبارتند از فرانسوی (۷۲ میلیون)، ایتالیایی (حدود ۶۵ میلیون)، اسپانیایی (حدود ۴۰ میلیون)، رومانیایی (حدود ۲۴ میلیون)، پرتغالی (حدود ۱۰ میلیون)، کاتالان (حدود ۹ میلیون)، سیسیلی (حدود ۵ میلیون)، ونتی (حدود ۴ میلیون)، گالیسی (حدود ۲ میلیون)، ساردنیایی (حدود ۱ میلیون) و اکسیتان (حدود ۵۰۰٬۰۰۰ نفر).

### ژرمنی
زبان‌های ژرمنی خانواده زبانی غالب در غرب، شمال و مرکز اروپا هستند. برآورد شده حدود ۲۱۰ میلیون اروپایی گویشور بومی زبان‌های ژرمنی هستند. بزرگترین گروه‌ها آلمانی (حدود ۹۵ میلیون)، انگلیسی (حدود ۷۰ میلیون)، هلندی (حدود ۲۴ میلیون)، سوئدی (حدود ۱۰ میلیون)، دانمارکی (حدود ۶ میلیون) و نروژی (حدود ۵ میلیون) هستند.

### اسلاوی
زبان‌های اسلاوی در مناطق بزرگی از جنوب، مرکز و شرق اروپا تکلم می‌شوند. حدود ۲۵۰ میلیون اروپایی گویشور بومی زبان‌های اسلاوی هستند. بزرگترین گروه‌ها
روسی (حدود ۱۱۰ میلیون در روسیه اروپایی، بزرگترین جامعه زبانی اروپا)، لهستانی (حدود ۴۵ میلیون)، اوکراینی (حدود ۴۰ میلیون)، صربی‌کرواتی (حدود ۲۱ میلیون)، چکی (حدود ۱۱ میلیون)، بلغاری (حدود ۹ میلیون)، اسلواکی (حدود ۵ میلیون)، بلاروسی و اسلونیایی (هریک حدود ۳ میلیون) و مقدونی (حدود ۲ میلیون) هستند.

### سایر
- یونانی (حدود ۱۳ میلیون) که زبان رسمی یونان و قبرس است.
- زبان‌های بالتیک که بیشتر در لیتوانی (لیتوانیایی (حدود ۳ میلیون) و ساموگیتی) و لتونی (لتونیایی (حدود ۲ میلیون) و لاتگالی) سخن گفته می‌شوند. این خانواده همچنین دارای شمار زیادی زبان مرده همچون گالیندی، کوری، پروسی باستان، سلونی، سمیگالی و یاتوینگی است.
- آلبانیایی (حدود ۵ میلیون) که زبان رسمی آلبانی و کوزوو است.
- زبان‌های سلتی که شامل شش زبان زنده و شماری زبان مرده می‌شوند. همه شش زبان زنده از شاخه سلتی جزیره‌ای و به شرح زیرند:
  - خانواده بریتونی: ولزی (ولز، حدود ۷۰۰٬۰۰۰ نفر)، کورنی (کورن‌وال، حدود ۵۰۰ نفر) و برتون (برتاین، حدود ۲۰۰٬۰۰۰ نفر)
  - خانواده گیلیک‌تبار: ایرلندی (ایرلند، حدود ۱۴۰٬۰۰۰ نفر)، گیلیک اسکاتلندی (اسکاتلند، حدود ۵۰٬۰۰۰ نفر) و مانکس (جزیره من، ۱٬۸۰۰ نفر)
- زبان‌های هندوآریایی که یک نماینده بزرگ دارند: رومانی (حدود ۱٫۵ میلیون گویشور) که در اواخر قرون وسطی به اروپا وارد شد.
- زبان‌های ایرانی در اروپا به صورت بومی فقط در شمال قفقاز یافت می‌شوند که شامل آسی با حدود ۶۰۰٬۰۰۰ گویشور هستند.

## زبان‌های غیر هندواروپایی

### اورالی
زبان‌های اورالی بومی شمال ارواسیا هستند. زبان‌های مجاری (حدود ۱۳ میلیون)، فنلاندی (حدود ۵ میلیون)، استونیایی (حدود ۱ میلیون) و سامی (حدود ۳۰٬۰۰۰ نفر) از مهم‌ترین زبان‌های این خانواده هستند.

### ترکی
- زبان‌های اوغوز در اروپا شامل ترکی استانبولی، رایج در تراکیه شرقی، ترکی آذربایجانی رایج در جمهوری آذربایجان و بخش‌هایی از جنوب روسیه و گاگائوزی رایج در گاگائوزیا.
- زبان‌های قبچاقی در اروپا شامل تاتاری کریمه رایج در شبه‌جزیره کریمه، تاتاری رایج در تاتارستان، باشقیری رایج در باشقیرستان و قزاقی رایج در قزاقستان هستند.
- زبان‌های اوغور که در گذشته بیشتر بومی شرق اروپا بودند ولی امروزه بیشتر آن‌ها به جز چوواشی رایج در چواشستان منقرض شده‌اند.

### سایر
- زبان باسکی (حدود ۷۵۰٬۰۰۰) که یک زبان تک‌خانواده رایج در سرزمین باسک در شمال شرق اسپانیا و جنوب غرب فرانسه است.
- زبان‌های قفقازی شمالی که شامل دو خانواده نامرتبط است که در قفقاز و ترکیه رایجند؛ خانواده قفقازی شمال غربی (شامل آبخازی و چرکسی) و خانواده قفقازی شمال شرقی رایج در مرز جنوبی روسیه (شامل داغستان، چچن و اینگوشتیا).
- قالمیق یک زبان مغولی‌تبار است که در قالمیقستان روسیه سخن گفته می‌شود.
- مالتی (حدود ۵۰۰٬۰۰۰) یک زبان سامی رایج در مالت با تاثیرپذیری بسیار از زبان‌های رومی و ژرمنی است.[۱][۲][۳][۴] این زبان برپایه عربی سیسیلی است و از زبان‌های سیسیلی، ایتالیایی، فرانسوی و اخیراً انگلیسی تأثیرات بسیاری گرفته‌است.
- عربی قبرسی یکی از گویش‌های عربی است که توسط مارونی‌ها در قبرس تکلم می‌شود..

### زبان‌های اشاره
ده‌ها زبان اشاره در سراسر اروپا وجود دارد که گسترده‌ترین آن‌ها زبان‌های اشاره فرانسوی است که اعضای آن در کشورهایی از ایبری تا بالکان و بالتیک یافت می‌شود. زبان‌های اشاره انگلیسی، فرانسوی و آلمانی بزرگترین زبان‌های اشاره اروپا از نظر شمار به‌کاربرنده هستند.

## جوامع مهاجر
مهاجرت‌های اخیر به اروپا (پس از سال ۱۹۴۵) جوامع بزرگی از گویشوران زبان‌های غیراروپایی را به وجود آورد. بزرگترین این جوامع شامل عرب‌زبانان (عرب‌های اروپا را ببینید) و ترک‌زبانان (ترک‌های اروپا را ببینید) هستند. ارمنی‌ها، بربرها و کردها نیز هرکدام دارای ۱ تا ۲ میلیون جمعیت در اروپا هستند. زبان‌های آفریقایی و هندی نیز هرکدام جوامع کوچکی را تشکیل می‌دهند.
فهرست بزرگ‌ترین زبان‌های مهاجران
| نام                 | کد ایزو ۶۳۹ | تبار                    | جمعیت زبان | جمعیت نژاد |
| ------------------- | ----------- | ----------------------- | ---------- | ---------- |
| عربی                | ar          | آفروآسیایی، سامی        | > ۴ میلیون | ۱۲ میلیون  |
| زبان ترکی استانبولی | tr          | ترکی، اوغوز             | ۳ میلیون   | ۷ میلیون   |
| ارمنی               | hy          | هندواروپایی             | ۱ میلیون   | ۲–۳ میلیون |
| کردی                | ku          | هندواروپایی، ایرانی     | ۶۰۰٬۰۰۰    | ۱ میلیون   |
| بنگالی–آسامی        | bn و syl    | هندواروپایی، هندوآریایی | ۶۰۰٬۰۰۰    | ۱ میلیون   |
| ترکی آذربایجانی     | az          | ترکی، اوغوز             | ۵۰۰٬۰۰۰    | ۷۰۰٬۰۰۰    |
| زبان قبایلی         | kab         | آفروآسیایی، بربری       | ۵۰۰٬۰۰۰    | ۱ میلیون   |
| چینی                | zh          | چینی-تبتی، چینی         | ۳۰۰٬۰۰۰    | ۲ میلیون   |
| اردو                | ur          | هندواروپایی، هندوآریایی | ۳۰۰٬۰۰۰    | ۱٫۸ میلیون |
| ازبکی               | uz          | ترکی، کارلوک            | ۳۰۰٬۰۰۰    | ۱–۲ میلیون |
| فارسی               | fa          | هندواروپایی، ایرانی     | ۳۰۰٬۰۰۰    | ۴۰۰٬۰۰۰    |
| پنجابی              | pa          | هندواروپایی، هندوآریایی | ۳۰۰٬۰۰۰    | ۷۰۰٬۰۰۰    |
| گجراتی              | gu          | هندواروپایی، هندوآریایی | ۲۰۰٬۰۰۰    | ۶۰۰٬۰۰۰    |
| تامیلی              | ta          | دراویدی                 | ۲۰۰٬۰۰۰    | ۵۰۰٬۰۰۰    |
| سومالیایی           | so          | آفروآسیایی، کوشی        | ۲۰۰٬۰۰۰    | ۴۰۰٬۰۰۰    |